# Yasujirō Ozu
Yasujirō Ozu (小津 安二郎 Ozu Yasujirō?, n. 12 decembrie 1903, Fukagawa-ku⁠(d), prefectura Tokyo⁠(d), Japonia – d. 12 decembrie 1963, Bunkyō, Tōkyō, Japonia) a fost un regizor și scenarist de film japonez care este cunoscut și datorită tehnicii sale de filmare distinctivă, pe care a dezvoltat-o încă din timpul când făcea filme mute.

## Viața și cariera
S-a născut în cartierul Fukagawa din Tokio, ca al doilea fiu din patru copii. La vârsta de 10 ani tatăl lui a trimis familia să locuiască în orașul său natal, Matsusaka, prefectura Mie (el rămânând la Tokio), unde Yasujirō și-a petrecut practic toată tinerețea. Se pare că își petrecea majoritatea timpului liber în sala cinematografului local sau corespondând cu naratorii filmelor mute, așa-numiții benshi (弁士 lit. persoană care vorbește?).
După terminarea liceului a fost învățător timp de un an într-un sat din prefectură, apoi familia mutându-se din nou la Tokio. Acolo a fost dus la studioul de film Shochiku de către un unchi care închiria teren acestui studio. L-a impresionat pe cel cu care a stat de vorbă atât de puternic cu cunoștințele sale despre filme străine, încât a fost angajat ca asistent de operator de film. În 1926 a devenit asistent de regizor, iar în 1927 a regizat filmul Zange no yaiba („Sabia penitenței”), primul dintre cele 34 de filme mute și 20 de filme sonore pe care le-a regizat. Scenariul filmului, care este despre un fost pușcăriaș care încearcă să se îndrepte, dar care va deveni din nou criminal, a fost scris de Kōgo Noda, cu care Ozu a colaborat la 27 de filme. Un rol secundar în acest film l-a avut Chishū Ryū (1904-1993), care mai târziu a devenit actorul preferat a lui Ozu, participând, cu excepția a trei filme, la toate filmele lui Ozu. Alți colaboratori, mai mult sau mai puțin permanenți, ai săi au fost operatorul de film Yuharu Atsuta și actrițele Setsuko Hara și Haruko Sugimura.
Până în 1931 Ozu a regizat nu mai puțin de 22 de filme (în medie un film la 10 săptămâni), toate fiind comedii despre studenți, funcționari, tineri îndrăgostiți etc. dar mai târziu, Ozu a abordat și teme mai serioase. Primul film al său care a atras atenția criticilor a fost Umarete wa mita keredo („Văd că m-am născut, dar...”), o comedie despre adolescență.
Cu toate că a experimentat la începutul carierei și cu tehnici de filmare precum panning, fading, dissolving, după un timp le-a refuzat ca fiind atribute ale camerei de operator și nu ale povestirii. A folosit ulterior numai filmare staționară, cu trecere simplă de la o scenă la alta. Unghiul său preferat al camerei de filmare a fost de jos în sus, majoritatea fiind între 45 și 120 de cm înălțime, depinzând de înălțimea subiectului filmat.
Cel mai cunoscut film din perioada aceasta, care s-a păstrat, este Corul din Tokio, care este despre un funcționar care a fost dat afară din serviciu pentru că a luat partea unui coleg.
În afara unui film documentar pentru Ministerul Învățământului (1935), primul film sonor al lui Ozu a venit relativ târziu, în 1936, când a regizat Hitori Musuko („Singurul fiu”), 5 ani după primul film sonor japonez.
În 1937 Ozu a fost înrolat în armată și a petrecut următorii doi ani în China cu gradul de caporal de infanterie. Primul film pe care l-a făcut după lăsatul la vatră a fost Toda-ke no kyōdai („Frați și surori ai familiei Toda”, 1941), care a fost bine primit atât de public cât și de criticii de film.
În 1943 a fost din nou înrolat în armată, fiind trimis în Singapore unde se pare că și-a petrecut din nou o mare parte din timp vizionând filme străine, de data aceasta filme confiscate de către armata ocupantă japoneză. Către sfârșitul războiului, armata i-a dat ordin să facă un film de propagandă despre mișcarea de independență din India, dar înainte ca filmul să fi fost terminat, războiul se sfârșise.
Luat prizonier de război, Ozu a mai stat 6 luni în Singapore înainte de a fi repatriat în februarie 1946. Va trece un an până va face primul film de după război. Acesta a fost „Povestea unui domn ce stătea în gazdă”.
În 1949 a reluat, după 14 ani, colaborarea cu scenaristul Kōgo Noda, și au făcut împreună filmul Sfârșit de primăvară, primul dintre cele 13 drame de familie pe care le-au făcut.
În 1953 a regizat filmul O Povestire din Tokio, care este considerat cel mai bun film al său. Este un film despre nepăsarea față de părinți a copiilor deveniți adulți. În 2012, în urma unui sondaj organizat de către British Film Institute printre regizori de film din toată lumea filmul a fost a desemnat ca fiind cel mai bun film turnat vreodată.
Ozu era cunoscut ca regizor excentric și strict: odată a pus o actriță să exerseze două zile o scenă în care amesteca ceaiul cu lingurița în timp ce se uita într-o parte. Viitorul regizor de succes Shōhei Imamura, care a fost asistentul lui Ozu o perioadă de timp, și-a dat demisia datorită faptului că considera că Ozu era prea strict cu actorii. La fel, Chishū Ryū a spus că Ozu l-a învâțat să fie o pagină goală, deoarece „deja avea în cap întregul film înainte de a începe filmările, iar actorii nu trebuiau să facă nimic altceva decât să-i urmeze instrucțiunile, de la felul în  care ridicau mâinile până la felul cum clipeau din ochi”. Alteori, după filmarea unei scene striga: „Să dea cineva telefon la piață!” referitor la faptul că în limba japoneză termenul pentru „ridiche” este folosit și pentru un actor prost.
Toată viața a rămas necăsătorit și fără copii, trăind cu mama sa toată viața după moartea tatălui.
Este îngropat în cimitirul templului Engaku-ji din Kamakura, mormântul neavând nici un nume scris pe el, doar kanji-ul  無 („nimic, nu”).

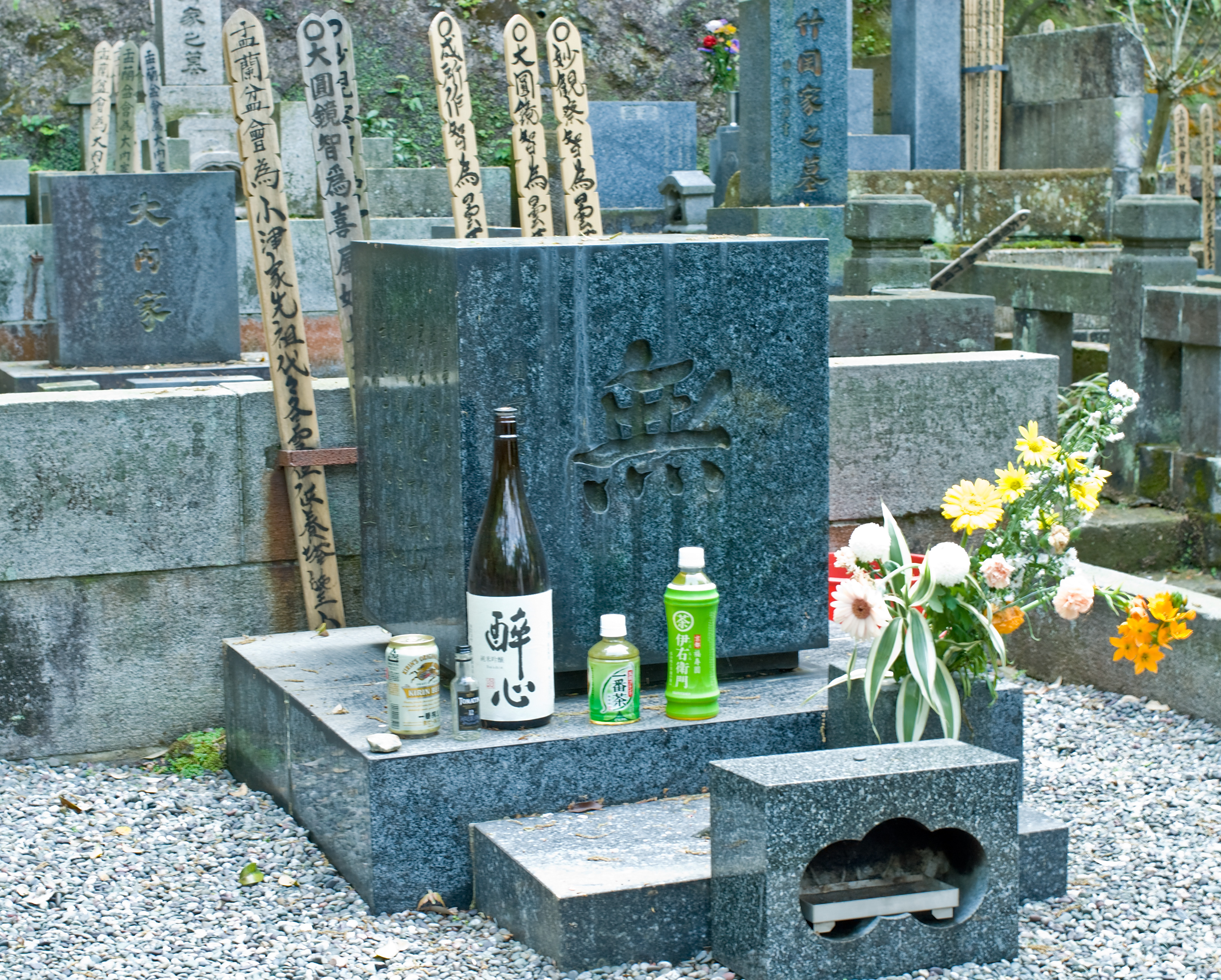
Mormântul lui Ozu la templul Engaku-ji din Kamakura

## Filmografie
Următoarele 33 de filme mai există:
- Tinerețe (1929, 学生ロマンス 若き日)
- Umblă voios (1930, 朗かに歩め)
- Am picat la examen, dar... (1930, 落第はしたけれど)
- Nevasta acelei nopți (1930, その夜の妻)
- Doamna și bărbosul (1931)
- Corul din Tokio (1931, 東京の合唱)
- Văd că m-am născut, dar... (1932, 大人の見る繪本　生れてはみたけれど)
- Unde sunt visele tinereții? (1932, 靑春の夢いまいづこ)
- Femeia din Tokio (1933, 東京の女)
- Femeia prinsă în plasa poliției (1933, 非常線の女)
- Patimă trecătoare (1933, 出来ごころ)
- O mamă trebuie iubită (1934) (nu sunt cunoscute copii complete)
- Povestire despre plante acvatice plutitoare (1934, 浮草物語)
- Un han la Tokio (1935, 東京の宿)
- Singurul fiu (1936, ひとり息子)
- Ce ați uitat doamnă? (1937, 淑女は何を忘れたか)
- Frați și surori ai familiei Toda (1941, 戸田家の兄妹)
- Aveam tată (1942, 父ありき)
- Povestea unui domn ce stătea în gazdă (1947, 長屋紳士録)
- O găină în vânt (1948, 風の中の牝鶏)
- Primăvară târzie (1949, 晩春)
- Surorile Munakata (1950, 宗方姉妹)
- Început de vară (1951, 麥秋)
- Orez cu ceai (1952, お茶漬けの味)
- O povestire din Tokio (1953, 東京物語)
- Primăvară timpurie (1956, 早春)
- Amurg la Tokio (1957, 東京暮色)
- Floarea echinoxului (1958, 彼岸花)
- Bună dimineața (1959, お早よう)
- Plante acvatice plutitoare (1959, 浮草)
- Sfârșit de toamnă (1960), 秋日和)
- Toamna familiei Kobayakawa (1961, 小早川家の秋)
- Gustul peștelui „sanma” (1962, 秋刀魚の味)

## Premii
I-au fost acordate o serie de premii japoneze și internaționale.